# Tratado de Libre Comercio Perú-Tailandia
El Tratado de Libre Comercio Perú - Tailandia es un acuerdo comercial firmado en noviembre del 2010 en Corea del Sur por el Ministerio de Relaciones Exteriores de ambos países.
El Perú pretende con este tratado tener una puerta de entrada al comercio en el Asia convirtiéndose en el primer país latinoamericano en suscribir un Tratado de Libre Comercio con Tailandia. La firma del mismo, llevó a que Perú siga un TLC con Singapur, China, Corea del Sur y Japón.
Según la presidencia del Perú, está proyectado que este tratado genere 500 millones de dólares adicionales y 300 mil puestos de trabajo. El TLC comprende al 75% de productos peruanos, con excepción de productos sensibles como el  azúcar, el arroz, el pollo y el cemento; los cuales podrán ingresar libres de aranceles.